# История Уганды (с 1979 года)
История Уганды с 11 апреля 1979 года включает в себя историю Уганды с конца диктатуры Иди Амина до наших дней. В этот период во второй раз к власти пришел Милтон Оботе, в 1986 году президентом стал Йовери Мусевени.

## Переходный период (1979—1981)
За месяц до падения Кампалы в ходе угандийско-танзанийской войны представители двадцати двух угандийских гражданских и военных группировок собрались в Моши (Танзания), чтобы попытаться договориться о временном гражданском правительстве, которое должно было быть сформировано после падения режима Иди Амина. В ходе так называемой Конференции единства удалось сформировать «Фронт национального освобождения Уганды». В деятельности «Фронта» принимали участие такие люди, как Милтон Оботе, Тито Окелло, Базилио Олара-Окелло, Йовери Мусевени, Годфри Бинайса, Пауло Муванга. Главой исполнительного совета «Фронта» стал Юсуф Луле. Бывший более ученым, чем политиком, Юсуф Луле не представлял угрозы ни для одной из сторон, составлявших фронт.
После поражения Амина власть досталась Фронту национального освобождения Уганды. Юсуф Луле стал президентом и возглавил временный парламент — Национальный консультативный совет (НКС), состоявший из представителей Конференции единства .
Совет и Юсуф Луле были представителями различных политических взглядов. Радикальные члены совета критиковали Юсуфа Луле за консерватизм и авторитаризм. После всего лишь трех месяцев президентства, при очевидной поддержке президента Танзании Ньерере, чьи войска до сих пор контролировали Кампалу, Юсуф Луле был насильственно отстранен от должности. 20 июня 1979 года Национальный консультативный совет избрал Годфри Бинайсу президентом. Годфри Бинайсу ранее занимал высокие посты в Народном конгрессе Уганды Милтона Оботе.
Нестабильность в руководстве страной негативно сказывалось на восстановлении страны после диктатуры. Ссоры внутри НКС разрастались — из ссылок вернулись многие политики, немедленно начавшие бороться за собственные интересы. В итоге многие угандийцы совершенно разочаровались в своих лидерах.
Годфри Бинайсу продержался на своем посту дольше, чем Юсуфа Луле. Но его правление не смогло преодолеть хаос. Сторонники Милтона Оботе организовали массовые беспорядки, для того чтобы показать, что новая власть потеряла контроль над ситуацией. Обеспечить себе поддержку армии президент не смог — самые авторитетные офицеры были сторонниками Милтона Оботе. Уже с 1979 года с целью обеспечить поддержку армии для прихода к власти Генеральный штаб, в который входили, в частности, Йовери Мусевени и генерал-майор (позже начальник штаба) Дэвид Ойите-Ойок, активно привлекали новобранцев, увеличив тем самым ряды вооруженных сил до 24 000 человек. Почувствовав угрозу, 12 мая 1980 года Годфри Бинайса попытался отправить в отставку начальника генерального штаба. Однако этому воспротивилась военная комиссия фронта под руководством Пауло Муванга. Комиссия свергла Годфри Бинайсу, а Муванга на несколько дней стал главой страны. 22 мая была образована Президентская комиссия, которая должна была выполнять функции президента. Главой комиссии стал сам Пауло Муванга.
Президент Танзании Джулиус Ньерере отказался помочь Годфри Бинайсе удержать власть, более того, многие жители Уганды посчитали, что Джулиус Ньерере косвенно содействовал возвращению к власти своего старого друга и союзника, Милтона Оботе. В любом случае, военная комиссия во главе с Пауло Муванга управляла страной в течение шести месяцев до национальных выборов в декабре 1980 года.
Вскоре после переворота Милтон Оботе триумфально вернулся в страну из Танзании. В течение нескольких месяцев до декабрьских выборов он сплачивал своих бывших сторонников. В тесном контакте с армией, Оботе начал говорить о необходимости возвращения к однопартийному государству во главе с Народным конгрессом Уганды (НКУ).
Национальные выборы 10 декабря 1980 года стали переломным моментом в истории Уганды. Это были первые выборы за восемнадцать лет. Решено было проводить выборы по партиям и не использовать Фронт национального освобождения Уганды в предвыборной гонке. В выборный процесс вступили как старые партии, участвовавшие в предыдущих выборах, так и новые. К старым партиям можно отнести Народный конгресс Уганды (партия Милтона Оботе), «Демократическую партию» (во главе Юсуф Луле и Пол Семогерере) и консервативную партию (наследник партии, поддерживавшей кабаку). Одна из новых партий — Патриотическое движение Уганды (главы — Йовери Мусевени и Годфри Бинайса).
Выборы проходили в сложной обстановке. Приходили сообщения о серьёзных нарушениях. Некоторых кандидатов от Демократической партии задержали, сняли с выборов. Верховный судья Уганды, получавший жалобы из местных избирательных участков на нарушения в ходе голосования, был заменен членом НКУ. Еще до выборов правительственная пресса и Радио Уганды стали позиционировать НКУ как победителя выборов. Пауло Муванга настаивал, чтобы каждая из партий имела отдельный ящик для голосования в день выборов, тем самым отрицая право тайного голосования.
Победу на выборах, по собственному подсчету, одержала Демократическая партия, заявив о своей победе в 81 126 избирательных округах. BBC и Голос Америки транслировали торжества сторонников партии на улицах столицы. Но в это время контроль над избирательной комиссией взял Муванга и заявил, что любой, кто будет оспаривать подсчет голосов, будет наказан крупным штрафом или пятью годами лишения свободы. Восемнадцать часов спустя Муванга объявил, что победу на выборах одержал Народный конгресс Уганды и получил 72 места из 126 мест в парламенте. Демократическая партия, по официальным данным, получала 51 мандадт, а Патриотическое движение Мусевени — лишь одно место.
Несмотря на очевидные нарушения, небольшой контингент независимых наблюдателей заявил о том, что выборы прошли нормально. Некоторые угандийцы критиковали наблюдателей, предполагая, что они руководствовались двойными стандартами в оценке процедуры выборов и признали законность результатов, чтобы избежать гражданской войны в случае оспаривания этих результатов.
Милтон Оботе стал Президентом Уганды. Муванга стал вице-президентом и министром обороны. Оппозиционные политики, недовольные результатами выборов, «ушли в буш», то есть начали вооруженное сопротивление новому режиму. Так, на фоне полной экономической разрухи и разгоравшейся гражданской войны началось второе правление Милтона Оботе.

## Второе правление Милтона Оботе (1980—1985)

### Экономическое развитие

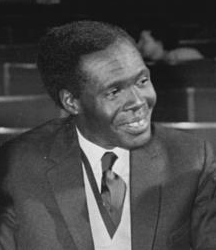
Милтон Оботе

Первое, с чем столкнулся новый президент, это экономический кризис. Неразумное правление Иди Амина, развязанная им война, а затем нестабильный переходный период полностью развалили экономику страны. В 1981 году внешний долг был свыше 800 миллионов долларов. Инфляция приближалась к ста процентам в год.
В этот раз Оботе решил не следовать социалистической модели. Он объявил, что будет проводить политику, направленную на создание смешанной экономики. То есть он хотел, чтобы в экономике действовало как государство, так и частный сектор. Такое решение положительно отразилось на имидже нового президента среди западных инвесторов и правительств.
Затем Оботе обращается за иностранными инвестициями. И он добивается их. Кредиты идут от США, Международного валютного фонда, Международного банка реконструкции и развития. В то же время произошёл рост цен на основные экспортные продукты: кофе, хлопок. Для большей эффективности экспорта Оботе девальвировал угандийский шиллинг на 100 %. В целях восстановления промышленности и торговли внутри страны президент пригласил изгнанных Иди Амином «азиатов». Как и простые угандийцы, «азиаты» имели полную свободу частной инициативы. Однако в страну вернулись лишь 10 %. Развивать сельское хозяйство планировалось с помощью частных инвестиций. Для их привлечения Оботе хотел снизить налоги. Все это положительно повлияло на экономическое положение. Но жизнь простых угандийцев улучшалась слишком медленно.

### Гражданская война
Гражданская война или, как её ещё называют, «Война в кустах» была начата политиками, недовольными результатами выборов в парламент страны, прошедшими в декабре 1980 года. 6 февраля 1981 года Йовери Мусевени и несколько его сторонников объявили о создании Народной армии сопротивления (НАС), начав вооружённую борьбу против правительства Оботе. В июле того же года НАС, слившись с отрядами «бойцов за освобождение Уганды» Юсуфа Луле, становится Национальным движением сопротивления. Национальное движение сопротивления вело борьбу в основном в сельской местности, особенно в центральной и западной Буганде, а также в Анколе и Буньоро на западе Уганды. Существовали и другие повстанческие группы. Например, в регионе Западного Нила (на севере Уганды) действовали сторонники Иди Амина.
Чем больше росла поддержка повстанцам, тем сильнее становился террор Оботе. За подозрения в поддержке армии Йовери Мусевени уничтожали целыми семьями. В стране появилось большое количество концентрационных лагерей, через которые прошли до 150 тысяч человек. По сообщениям организации «Международная амнистия», в лагерях к заключенным применялись пытки. Чтобы уменьшить поддержку повстанцев в округе Луверо, к северу от Кампалы, Оботе провел масштабную депортацию населения. Для организации военного руководства, президент пригласил северокорейских специалистов. Это решение сильно обеспокоило западные правительства, и так критиковавшие Оботе за репрессии.
Во время Гражданской войны Милтон Оботе все больше отстранял от управления армией генералов, представителей народности ачоли. На их место он назначал своих «соплеменников» из народности ланги. Конечно, это не нравилось генералам из ачоли. К тому же ачоли утверждали, что они непосредственно участвуют в боях чаще, чем ланги. Поэтому 27 июля 1985 года военные отряды ачоли из Фронта национального освобождения, который был тогда национальной армией, под командованием Базилио Олара-Окелло и его однофамильца Тито Окелло организовали государственный переворот. Так закончилось второе правление Оботе. Он бежал в Найроби, а потом жил в Замбии до своей смерти.
В результате репрессий во время второго правления Милтона Оботе погибло, по разным оценкам, от 100 до 500 тысяч человек. Ещё до 500 тысяч эмигрировали из страны, спасаясь от карательных органов правительства. Большое количество людей было изгнано с мест их проживания, им приходилось вести очень тяжелую жизнь. В документах Национального движения сопротивления говорится, что инфраструктура пришла в упадок, школы и больницы были разорены; промышленные предприятия остановились.

## Возвращение к военному правлению (1985—1986)
С 27 по 29 июля 1985 года Базилио Олара-Окелло был председателем военного совета и де-факто главой государства Уганда. С 29 июля он стал командующим вооруженными силами. Военный совет, а следовательно и всю страну, возглавил Тито Окелло. Окелло правил страной в качестве президента 6 месяцев. Во время военного правления было приостановлено действие конституции, созданной ещё Милтоном Оботе в 1967 году и введенной в силу во второй раз в 1980, и был распущен парламент.
Для борьбы с повстанцами Окелло сначала использовал сторонников Иди Амина. Это отрицательно сказалось на восприятии нового правительства за рубежом. Но даже с помощью аминовцев Окелло не мог контролировать страну. Армия устала от войны, её раздирали межплеменные противоречия. Потому у Тито Окелло оставался один выход.
Тито Окелло решил закончить «Войну в кустах». Он предложил всем оппозиционным движениям прекратить вооружённые действия и войти в состав правительства национального единства. Он также пообещал восстановить уважение к правам человека, окончить межплеменные соперничества и провести свободные и честные выборы. Мусевени принял решение начать переговоры с новым правительством. Осенью в Найроби при посредничестве кенийского президента Даниэля Арап Мои прошли мирные переговоры, результатом которых стало подписание в декабре мирного договора о прекращении огня. Однако вскоре Народная армия сопротивления, возглавляемая Йовери Мусевени, разорвала мирное соглашение и продолжила боевые действия против правительственных войск.
В начале января 1986 года НАС начала наступление на Кампалу. Правительственные войска в спешном порядке начали отступать, бросая вооружение и технику, а также оставляя укреплённые позиции. 26 января повстанцы штурмом взяли столицу страны Кампалу. Тито Окелло отправился в изгнание в Кению. Его однофамилец Базилио Олара-Окелло эмигрировал в Судан.

## Правление Йовери Мусевени (1986 — наст. время)

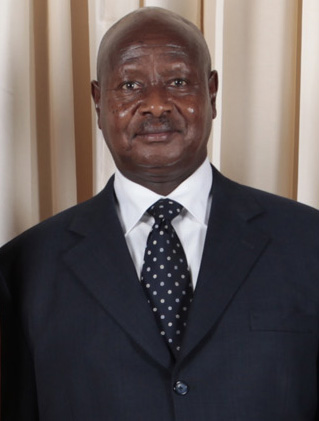
Йовери Мусевени

### Политическое развитие
Для восстановления страны Национальное движение сопротивления выдвинуло конкретную программу — «10 пунктов». Первый пункт говорил о необходимости восстановления реальной демократии. Во втором пункте указывалось, что насилие и репрессии со стороны государства могут быть остановлены демократией и отсутствием коррупции во власти. Пятый пункт — создание независимой, самодостаточной экономики, которая сможет остановить утечку национального богатства Уганды. Восьмым пунктом предлагалось решить проблему жертв прошлых режимов: земля должна быть возвращена тысячам незаконно перемещенных людей. Девятый пункт — поддержание хороших отношений со всеми странами Африки, особенно с соседями. Однако Уганда должна защищать права человека всех африканцев, притесняемых диктаторами. Наконец, в десятом пункте закреплялось, что правительство будет создавать смешанную экономику, используя и капиталистические, и социалистические методы.
В политической сфере Мусевени провел радикальные реформы. Он запретил партиям выставлять кандидатов на выборах. Мусевени считал, что политические партии раскалывают Уганду по этническим, идеологическим и религиозным признакам. Поэтому новый президент ввел беспартийную систему. Она получила название «Система движения», так как роль главной политической силы выполняло «Национальное движение сопротивления». На местных уровнях Мусевени приказал создать советы сопротивления (ныне местные советы). Эти советы являются выборными правительствами различных государственных образований: от деревень до округов.
С 1986 по 1995 год в Уганде был объявлен переходный период. Однако это не помешало провести парламентские выборы в 1989 году. Так как партиям было запрещено выставлять кандидатов, большинство депутатов были независимыми. В 1995 году конституционное собрание, избранное 28 марта 1994 года, приняло конституцию Уганды. Конституция подтвердила «Систему движения», ввела основные права и свободы, установила, что один человек может избираться президентом только 2 раза. В 1996 году были проведены президентские и парламентские выборы. Президентом стал Йовери Мусевени, набрав 74 % голосов. Выборы были признаны честными.
В 1995 году ухудшились отношения Уганды с Суданом. Мусевени обвинил Судан в поддержке «Господней армии сопротивления». Суданское правительство, в свою очередь, обвинило Уганду в связях с «Народной армией освобождения Судана». Связи были возобновлены в 2002 году, когда Уганде было разрешено посылать солдат в южные районы Судана, чтобы преследовать повстанцев из «Господней армии».
В 1998—2002 годах Уганда была вовлечена во Вторую конголезскую войну.
В 2005 году были внесены две существенные поправки в конституцию. Первая была принята на референдуме 28 июля. Она разрешила партиям участвовать в выборах. Вторая поправка, разрешившая одному человеку становиться президентом неограниченное количество раз, была принята парламентом в июне. Это позволило Мусевени баллотироваться третий (в 2006) и четвёртый (в 2011) раз. Наблюдатели зафиксировали на этих выборах многочисленные нарушения, лидер оппозиции Кизза Бесидже даже подавал жалобы в суд. Но судьи, отметив, что нарушения имели место, не отменили итоги.

### Экономическое развитие
В области экономического развития Мусевени обратился за помощью к МВФ и Всемирному банку. В 1987 году эти институты разработали программу, направленную на рост экономики. Выполнение этой программы, включавшей восстановление стабильных цен, устойчивого платежного баланса, инфраструктуры; создание стимулов для производителей, используя ценовую политику, ускорила экономическое развитие. Более того, Уганда стала первой страной, вступившей в специальную программу «Бедные страны с большими долгами» по списанию долга со стран, находящихся в тяжелейшей экономической ситуации.
К 1990 году действия дали серьёзные результаты: инфляция упала до 30 % (в 1987 свыше 200 %), некоторые цены стабилизировались, росло промышленное производство. Началась борьба с монополиями. Рост ВВП с 1990 до 2003 года был на уровне 6,3 % в год (что однако является худшим результатом по сравнению с первым периодом Милтона Оботе в 1962—1968). Несмотря на все успехи, дефицит бюджета даже с учетом финансовой помощи равен 3 %, а без неё — 9 %. Минимальная инфляция была зафиксирована в 2006 — 6,6 %. После этого она начала возрастать и достигла 14 % в 2009 году. В 2010 цены на продукты питания упали и инфляция равнялась 4 %. Но в 2011 году цены на продовольствие и топливо резко поднялись. Это использовали в предвыборной кампании оппоненты Мусевени. После его победы главный противник избранного президента Кизза Бесидже организовывал многочисленные демонстрации против дороговизны жизни. Демонстрации разгонялись властями как несанкционированные.

### Восстание Господней армии сопротивления
В 1986 Элис Лаквена объявила, что она установила связь со Святым Духом и что через неё он передает свою волю. Лаквена основала «Движение Святого Духа» с целью свергнуть правительство Мусевени и основать государство без насилия. Собрав 7000 бойцов, в ноябре и декабре «Движение», объединившись с другой повстанческой группой «Угандийской народной демократической армией», одержало несколько неожиданных для правительства побед. В августе 1987 Лаквена организовала марш на Кампалу. Несмотря на обещание о том, что сила Святого Духа защитит солдат «Движения» от вражеских пуль, армия Лаквены была остановлена и разбита. Сама прорицательница эмигрировала.
Остатки «Движения Святого Духа» организовали различные повстанческие объединения. Одним из таких объединений стала «Господня армия сопротивления». Её лидером стал родственник Лаквены Джозеф Кони. Он заявил, что хочет править Угандой, основываясь на 10 заповедях. Для достижения своей цели «Господня армия» подняла восстание на севере страны.
Это восстание явилось настоящей катастрофой для жителей земель, где оно проходило. Действия повстанцев отличались жесткостью. «Господня армия сопротивления», по оценкам «Хьюман Райтс Вотч» и «Эмнести Интернэшнл», лишила жизни десятки тысяч человек. Канал «Би-би-си» со ссылкой на заместителя генерального секретаря ООН по гуманитарным вопросам Яна Эгеланда приводит цифру в 100 тысяч погибших. Также повстанцев обвиняют в похищении 20 тысяч детей и использовании их для своих нужд, в том числе для участия в боевых действиях. Свыше 1.6 миллиона человек бежали из райнов, охваченных восстанием. В 2005 году Международный уголовный суд объявил 5 человек из «армии» в розыск. В их числе и Джозеф Кони.
В июле 2006 повстанцы объявили о прекращении сопротивления и предложили начать переговоры. В конце августа того же года сторонам удалось прийти к соглашению о перемирии. Это можно считать окончанием восстания «Господней армии сопротивления» на территории Уганды. По условиям соглашения, повстанцы должны собраться в лагерях на юге Судана. Собравшиеся в лагерях должны были получить амнистию и непреследование за свои преступления. Предоставление амнистии международным преступникам критиковали многие международные организации. В апреле 2008 был согласован мирный договор, но Джозеф Кони отказался его подписать. Свою повстанческую деятельность «армия» продолжила на территории Центральноафриканской республики, южного Судана и Демократической республики Конго. В декабре 2008 вооруженные силы этих государств совместно с угандийской армией начали военную операцию против повстанцев.
В самой Уганде не было атак группировки с августа 2006. Многие из 1.6 миллионов беженцев вернулись в свои дома, а помощь со стороны правительства и международных доноров помогает им восстановиться после двадцатилетней гуманитарной катастрофы.